# Crisis de rehenes del hospital de Budionnovsk
La crisis de rehenes del hospital de Budiónnovsk (Теракт в Будённовске en ruso) tuvo lugar entre el 14 y el 19 de junio de 1995, cuando un grupo de 80 a 150 guerrilleros chechenos liderados por Shamil Basáyev atacaron la ciudad rusa de Budiónnovsk (pob. 60 000, a menudo deletreada Budénnovsk), a unos 110 kilómetros al norte de la frontera de la república rusa de Chechenia. El incidente tuvo como resultado el cese el fuego y unas conversaciones de paz abortadas entre las partes federales y separatistas en el conflicto y llevó a una crisis política importante en Moscú.

## El ataque
Los atacantes cruzaron el Krai de Stávropol escondidos en camiones militares que supuestamente transportaban ataúdes de la zona de guerra en Chechenia, mientras que algunos otros se habían infiltrado en la ciudad con anterioridad en pequeños grupos. Alrededor del mediodía del 14 de junio asaltaron la comisaría, las oficinas del ayuntamiento y del Gobierno, con al menos 20 policías y soldados muertos y otros 21 heridos, tras lo cual fueron izadas banderas chechenas.
Tras varias horas, ante la llegada de refuerzos rusos, los separatistas se retiraron al distrito residencial y capturaron un hospital. En la ciudad y el hospital tomaron entre 1.500 y 1.800 personas como rehenes, la mayoría de los cuales eran civiles (incluyendo unos 150 niños y una cantidad de mujeres con recién nacidos).

## Crisis de rehenes
Los secuestradores emitieron un ultimátum, por el cual amenazaban con matar a los rehenes a menos que sus demandas fueran cumplidas, entre ellas el poner fin a la primera guerra chechena y comenzar negociaciones directas con el régimen checheno. El presidente de Rusia Borís Yeltsin se comprometió de inmediato a hacer todo lo posible para liberar a los rehenes, denunciando el ataque como "sin precedentes en cinismo y crueldad".
El 15 de junio, Basáyev demandó que se permitiera entrar a periodistas al hospital para llevar a cabo una conferencia de prensa, pero cuando encontró que las autoridades rusas eran muy lentas en cumplir sus demandas, ordenó matar a cinco o seis rehenes (presuntamente tres pilotos de helicóptero, dos oficiales de policía y un oficial de la oficina de registro y enlistamiento militar). Serguéi Stepashin, director del Servicio Federal de Seguridad, calificó a los informes de ejecuciones "un engaño".
Tras varios días de ocupación, el Ministerio del Interior de Rusia y las fuerzas especiales OZNAZ del Servicio Federal de Seguridad trataron de irrumpir en el recinto del hospital en la madrugada del cuarto día, pero encontraron una dura resistencia. Luego de muchas horas de lucha, durante las cuales más de 30 rehenes fueron asesinados, sin poder evitar las granadas que los rusos tiraban a través de las ventanas, se acordó un cese el fuego y 227 rehenes fueron liberados.
Un segundo intento ruso por tomar el control del hospital pocas horas después también fracasó, así como uno posterior, lo que resultó en más bajas. Las autoridades rusas acusaron a los chechenos de usar a los rehenes como escudos humanos. El asesor de Yeltsin en derechos humanos, Serguéi Kovaliov, describió la escena de la siguiente manera: "En media hora el hospital estaba quemándose y no fue hasta la mañana siguiente cuando nos enteramos de lo que allí había ocurrido como resultado de este tiroteo. Vi con mis propios ojos partes de carne humana adheridas a los muros y el techo y cadáveres quemados...".